# Goeppertia

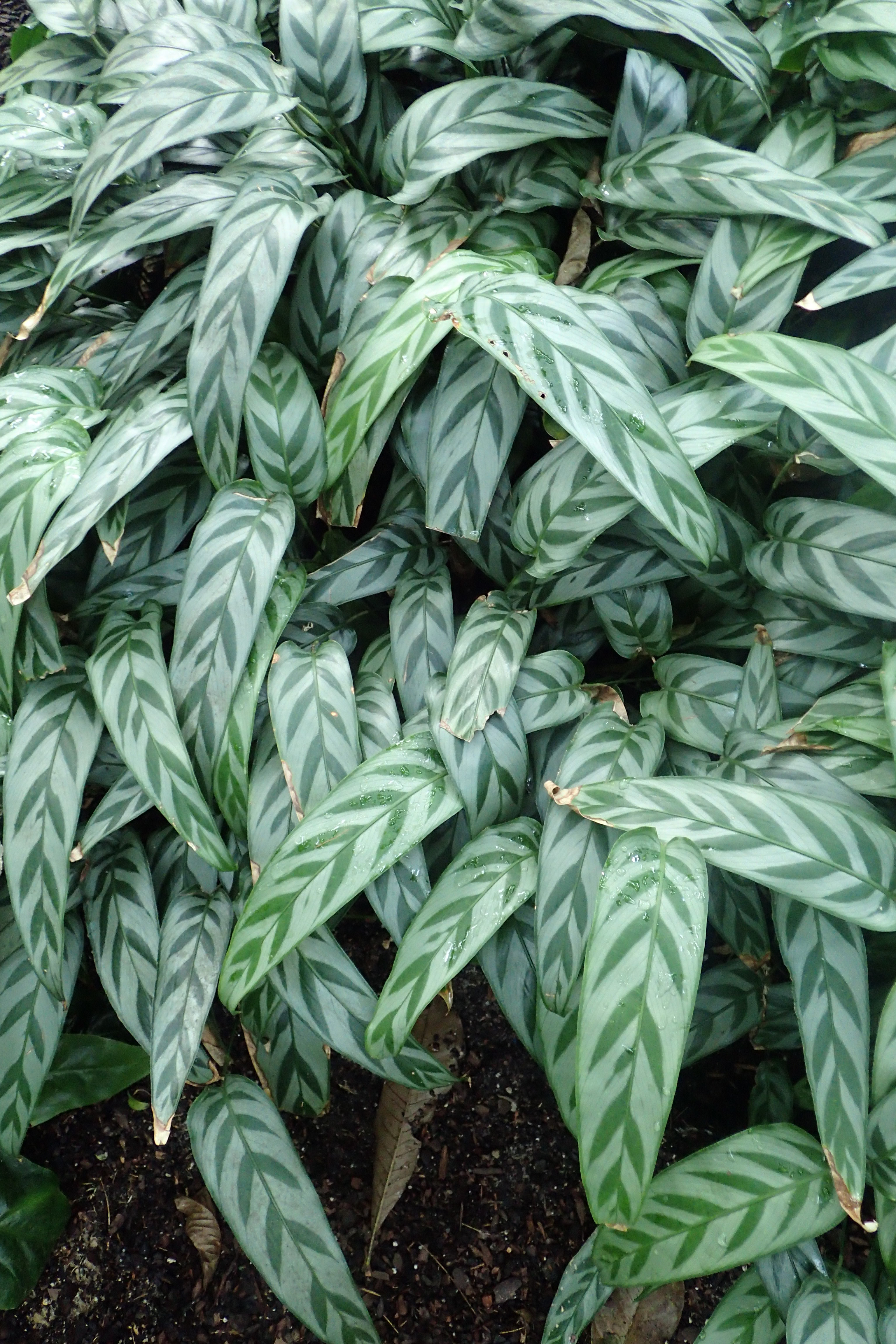
Goeppertia bachemiana

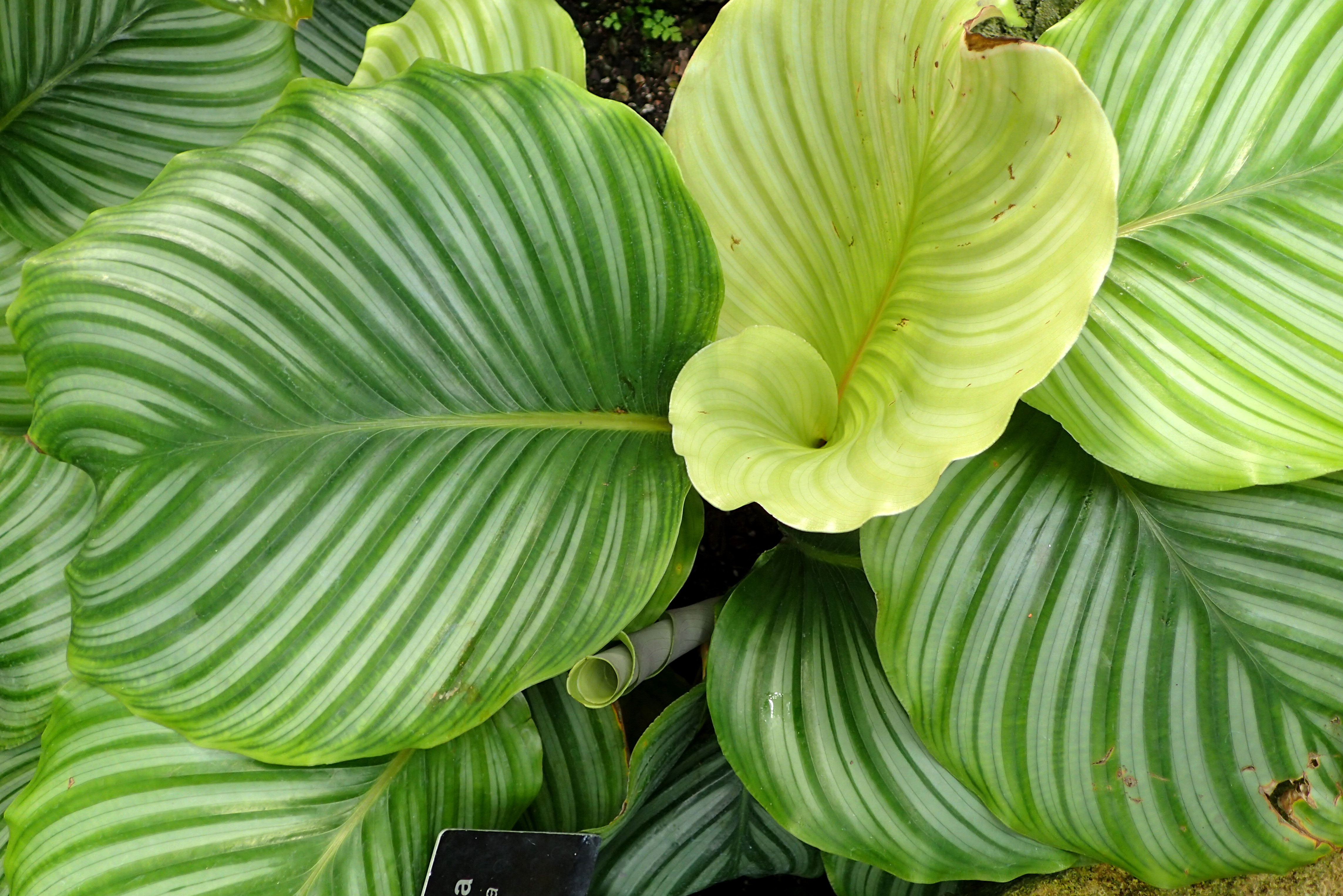
Goeppertia fasciata

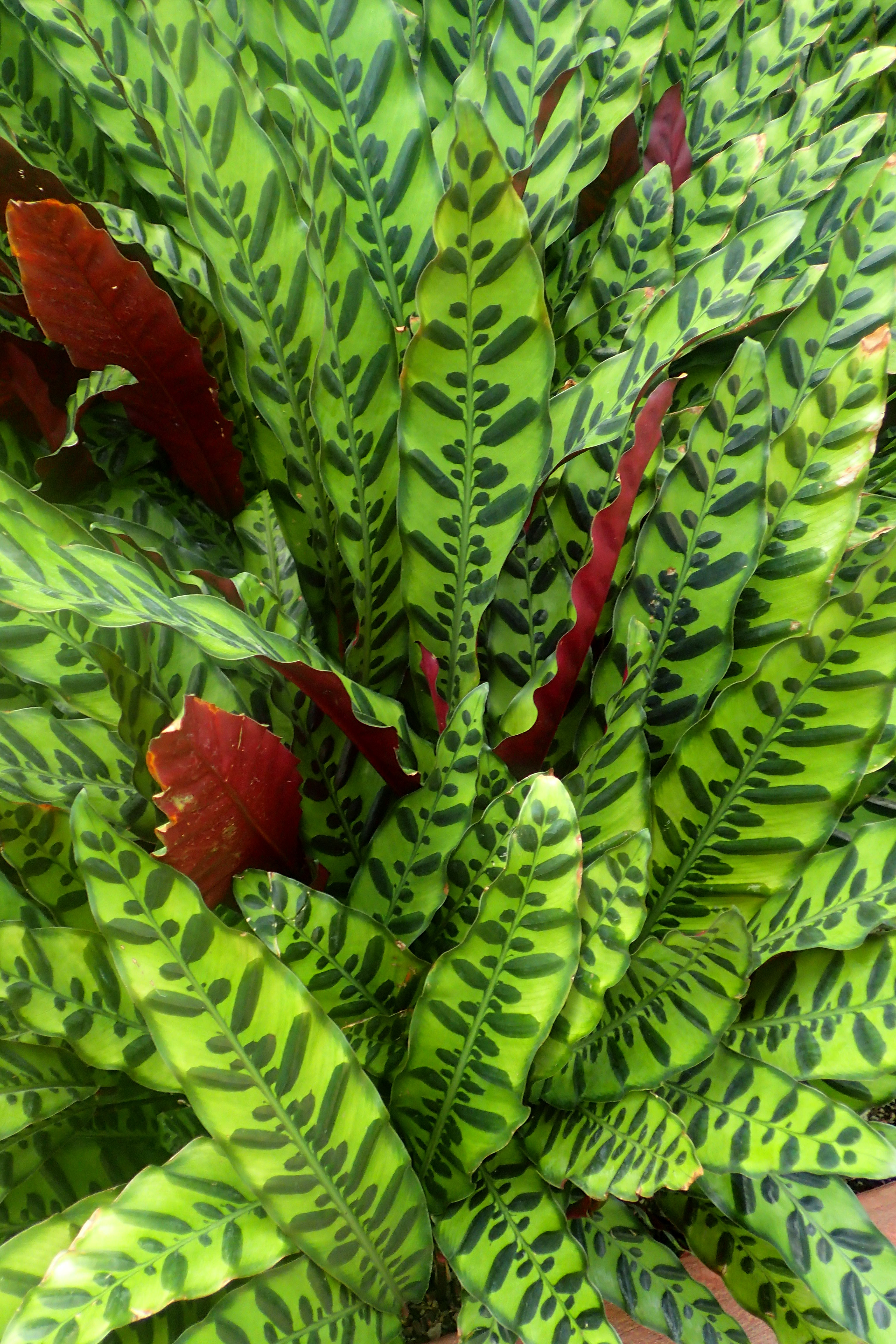
Goeppertia insignis

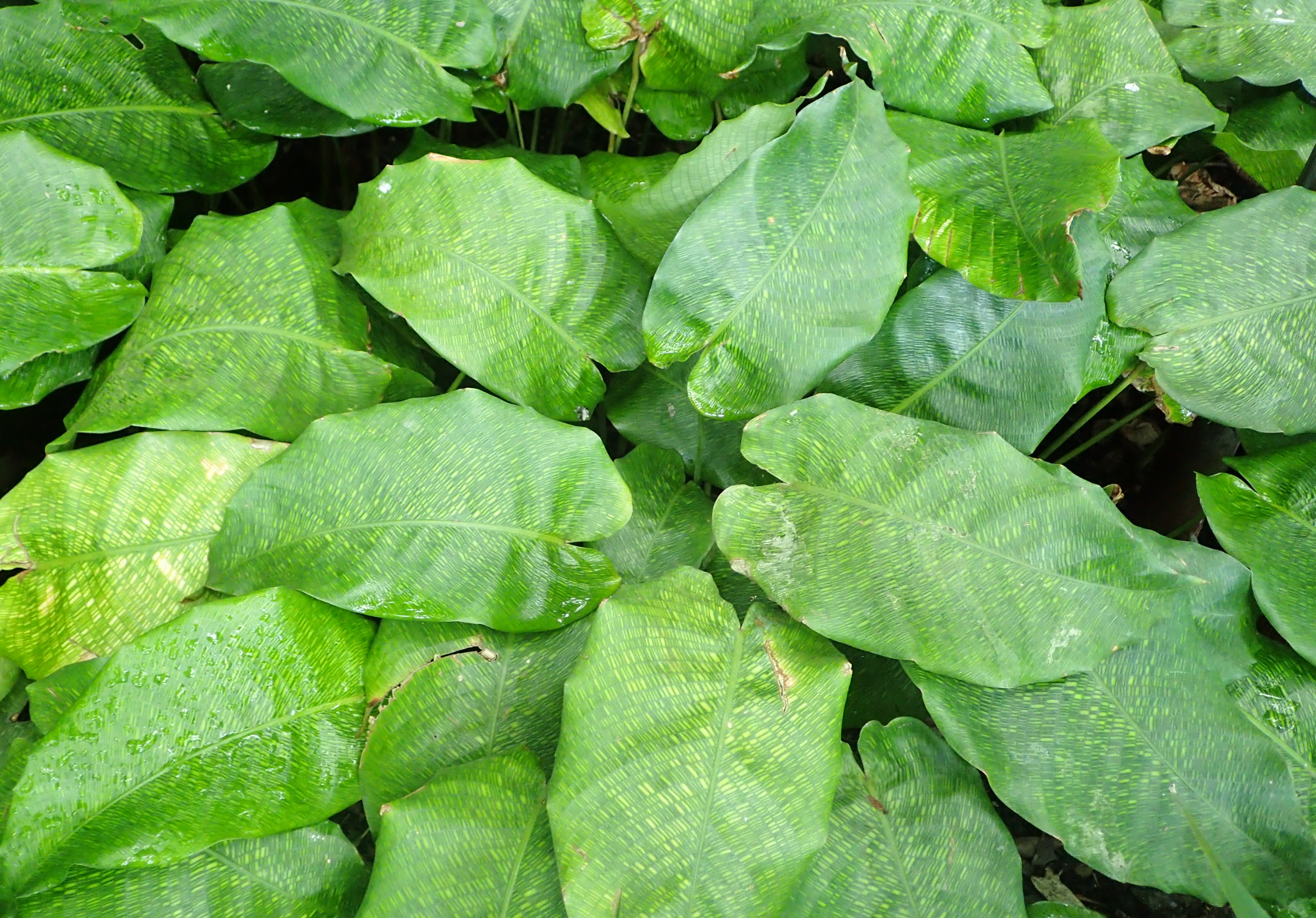
Goeppertia kegeljanii

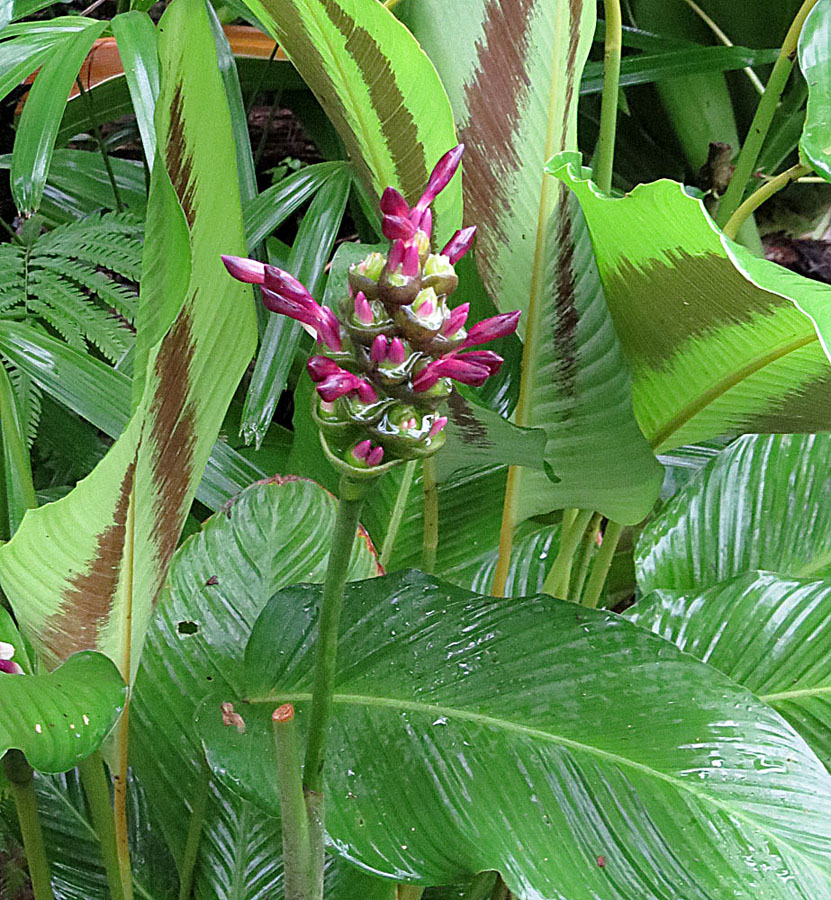
Goeppertia latifolia

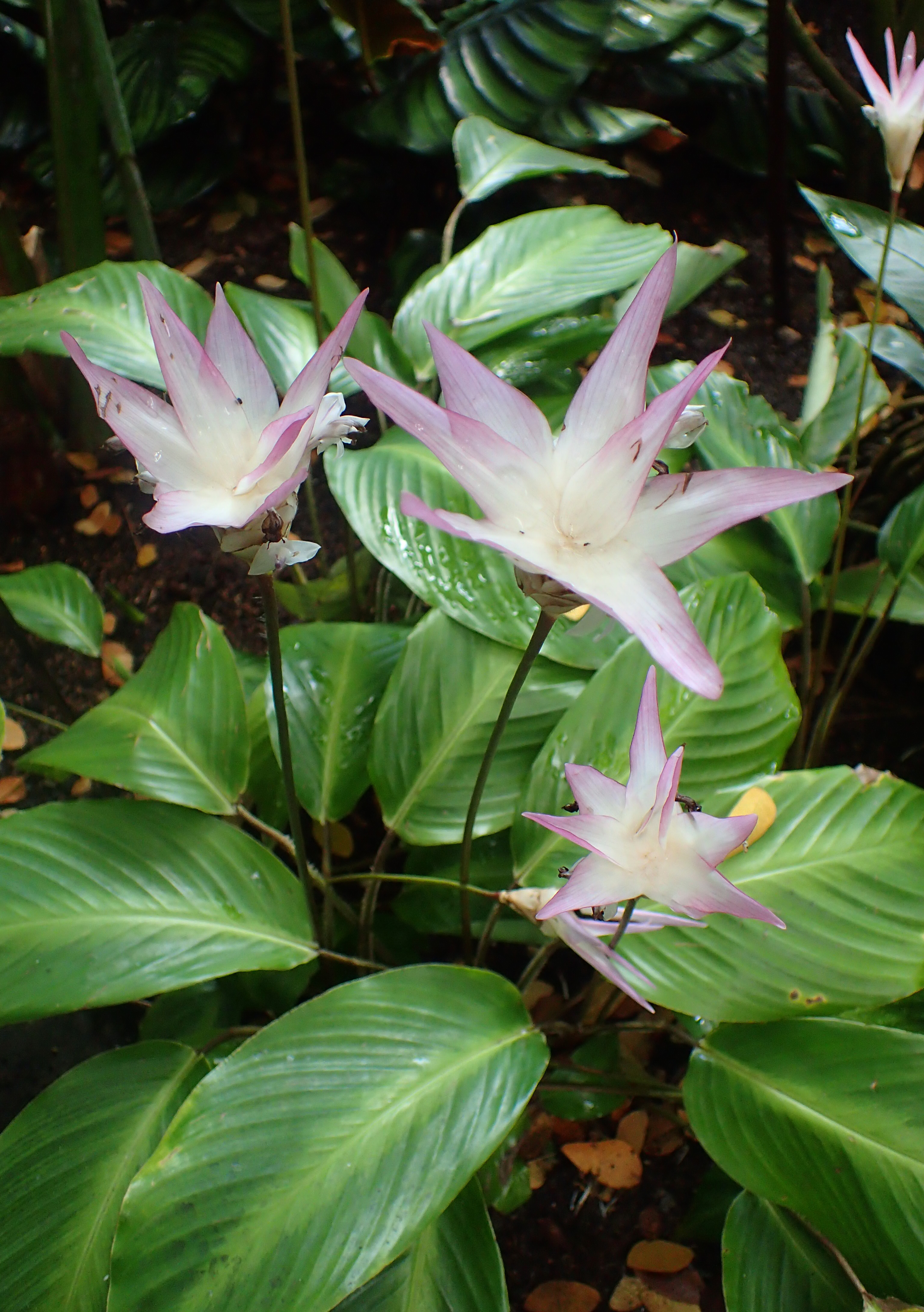
Goeppertia loeseneri

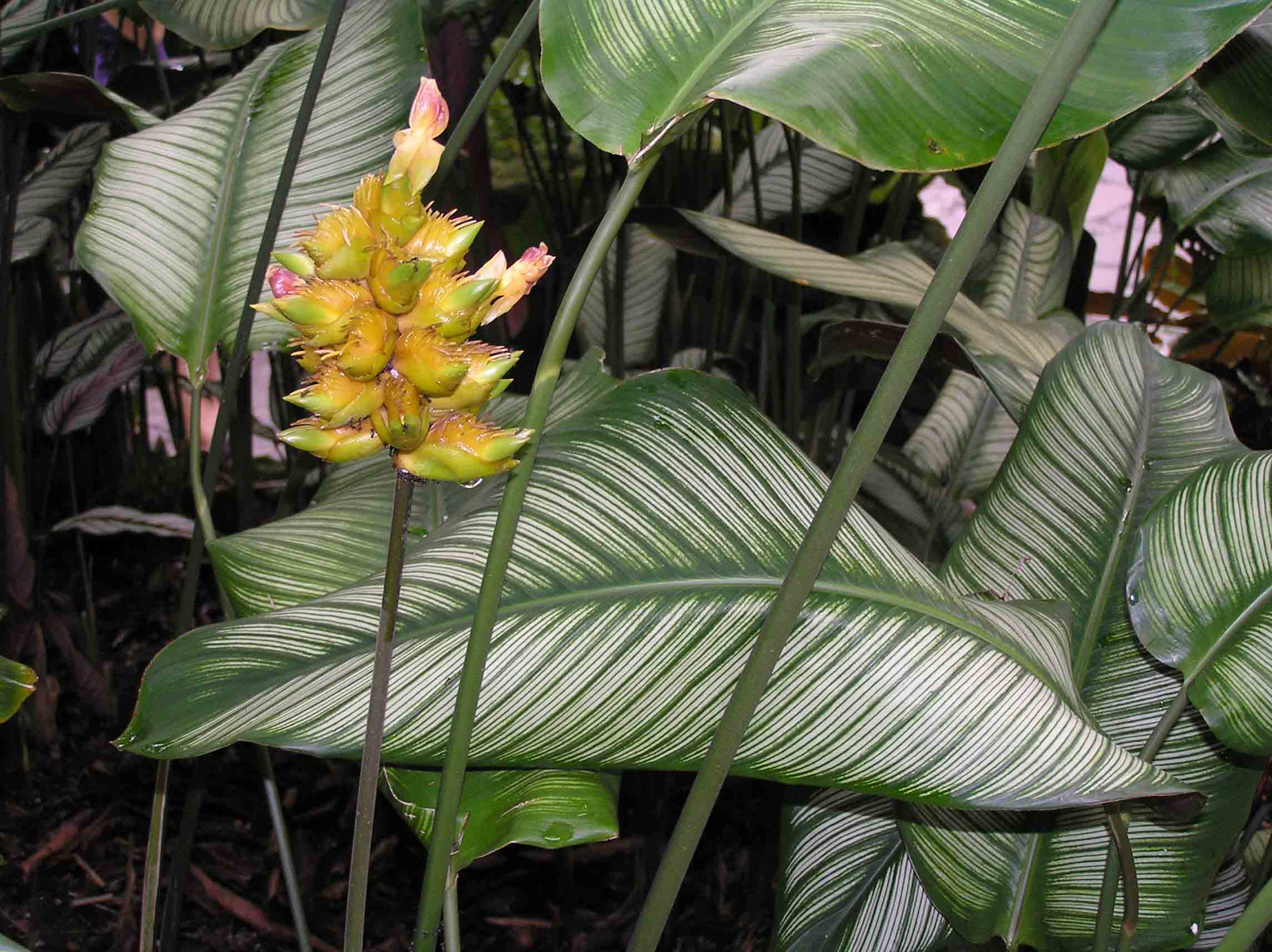
Goeppertia majestica

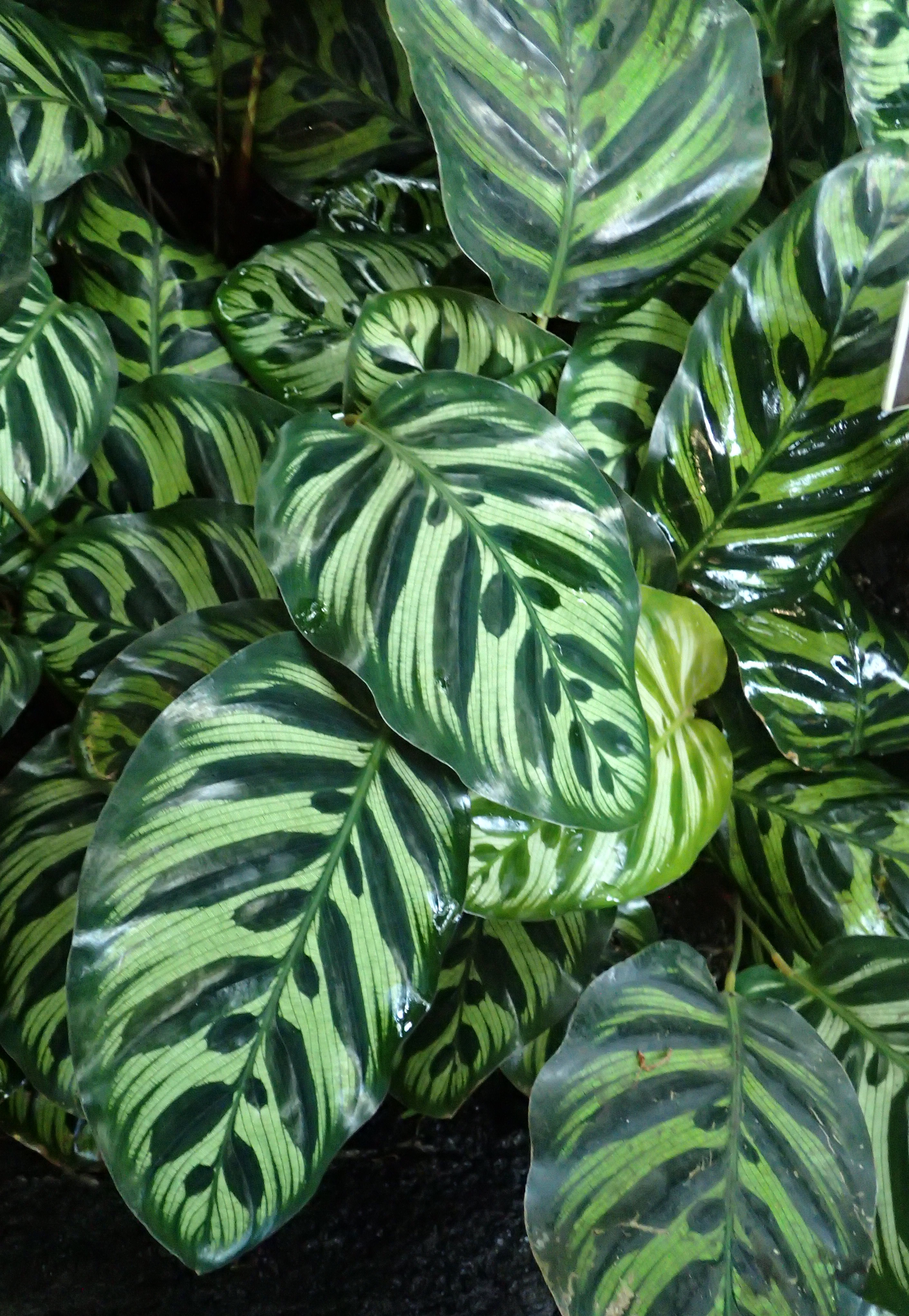
Goeppertia makoyana

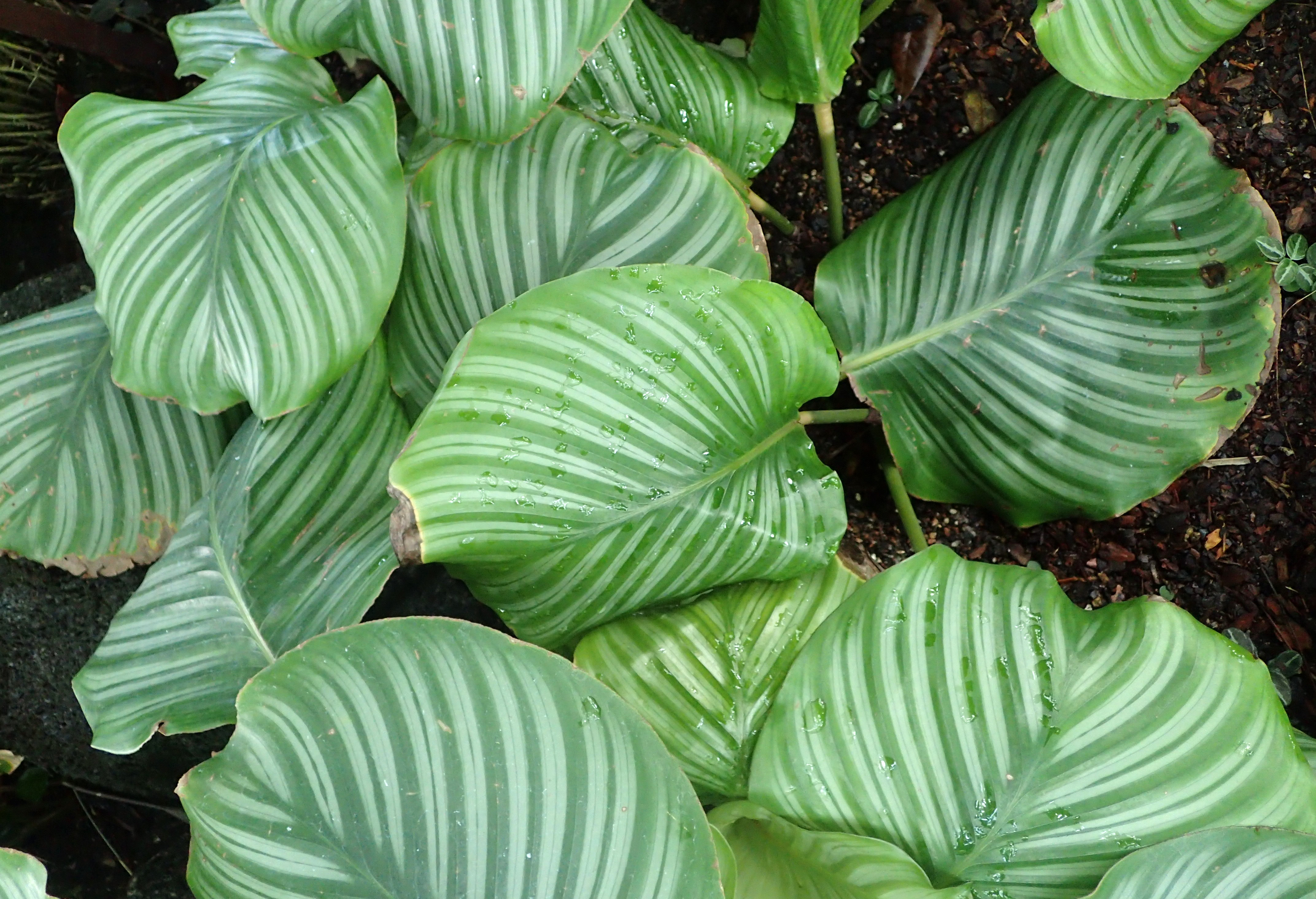
Goeppertia orbifolia

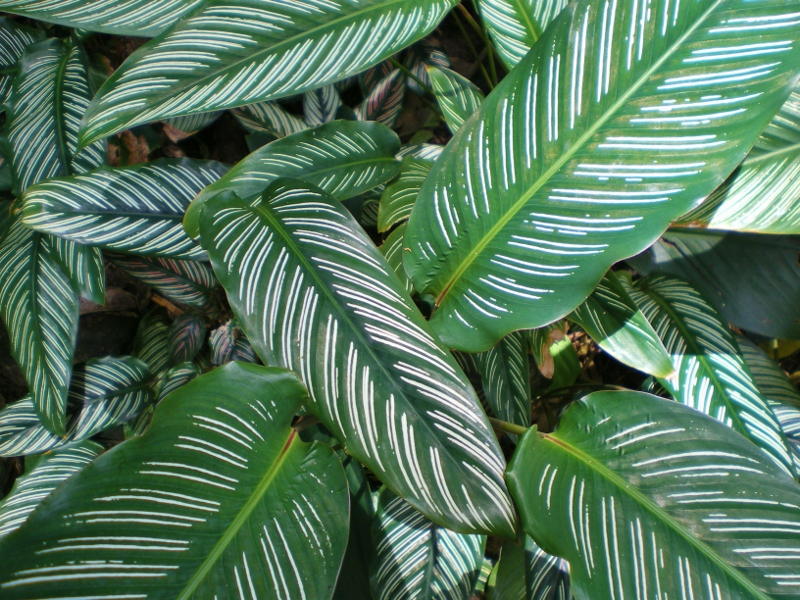
Goeppertia ornata

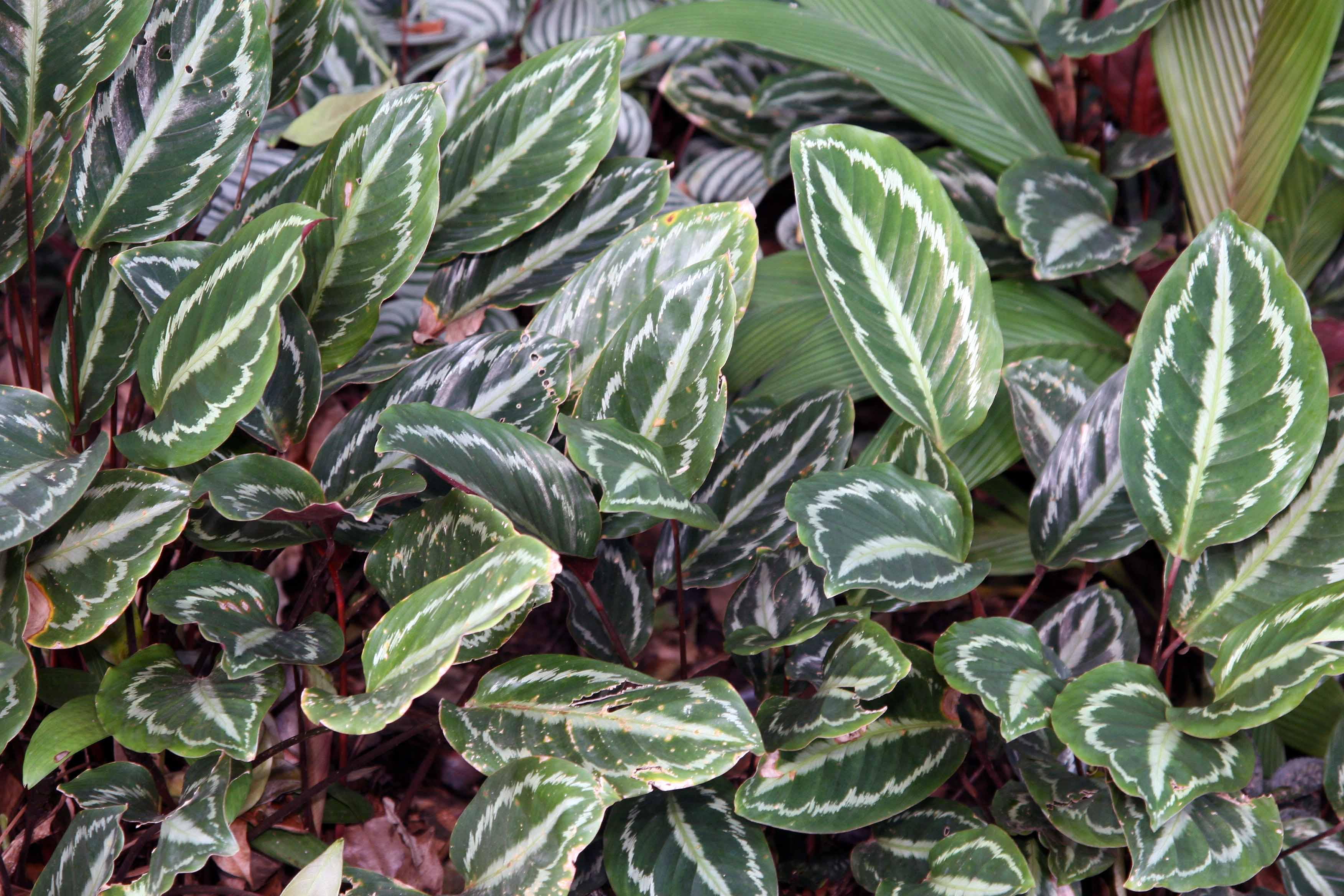
Goeppertia picturata

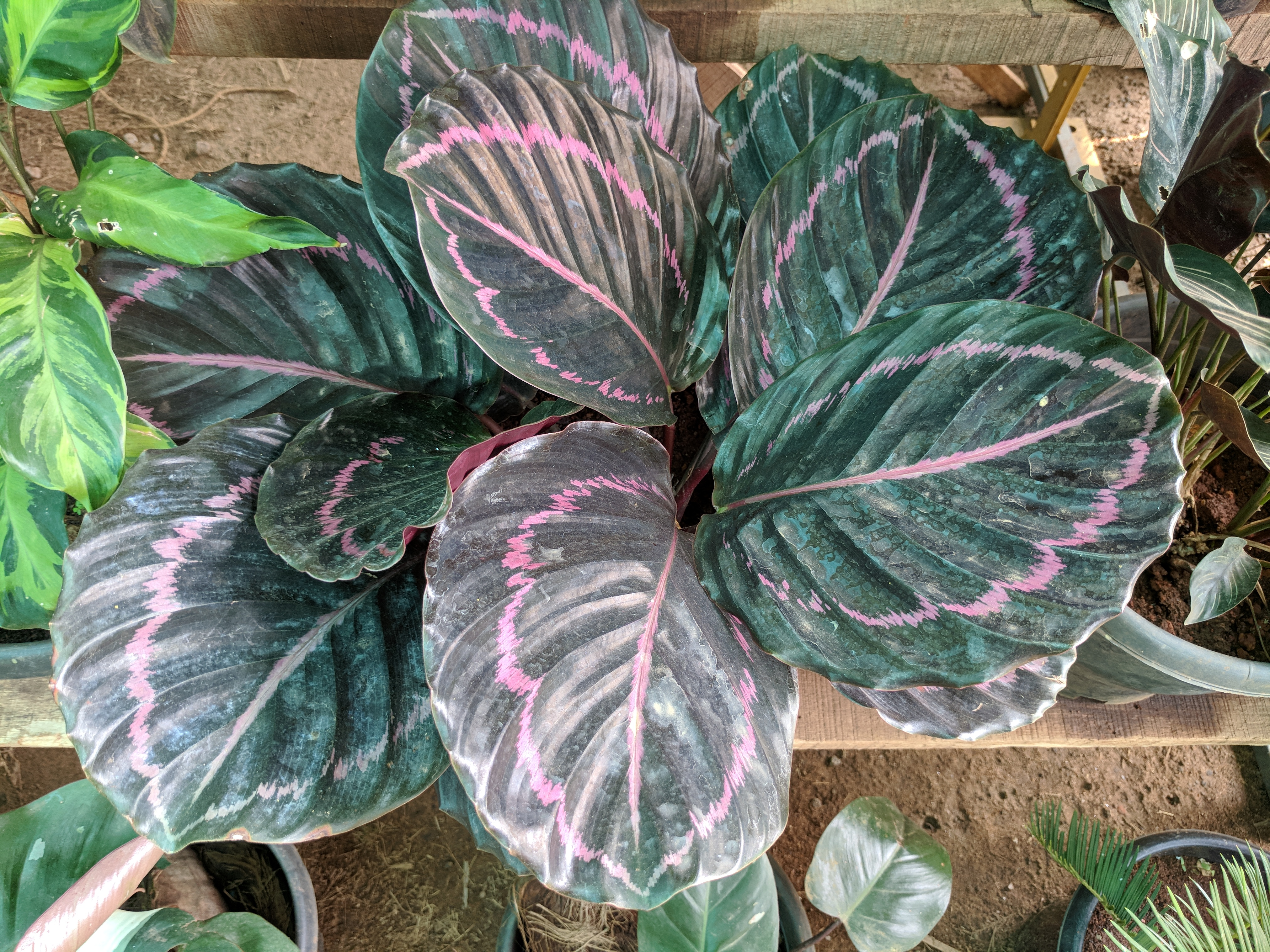
Goeppertia roseopicta

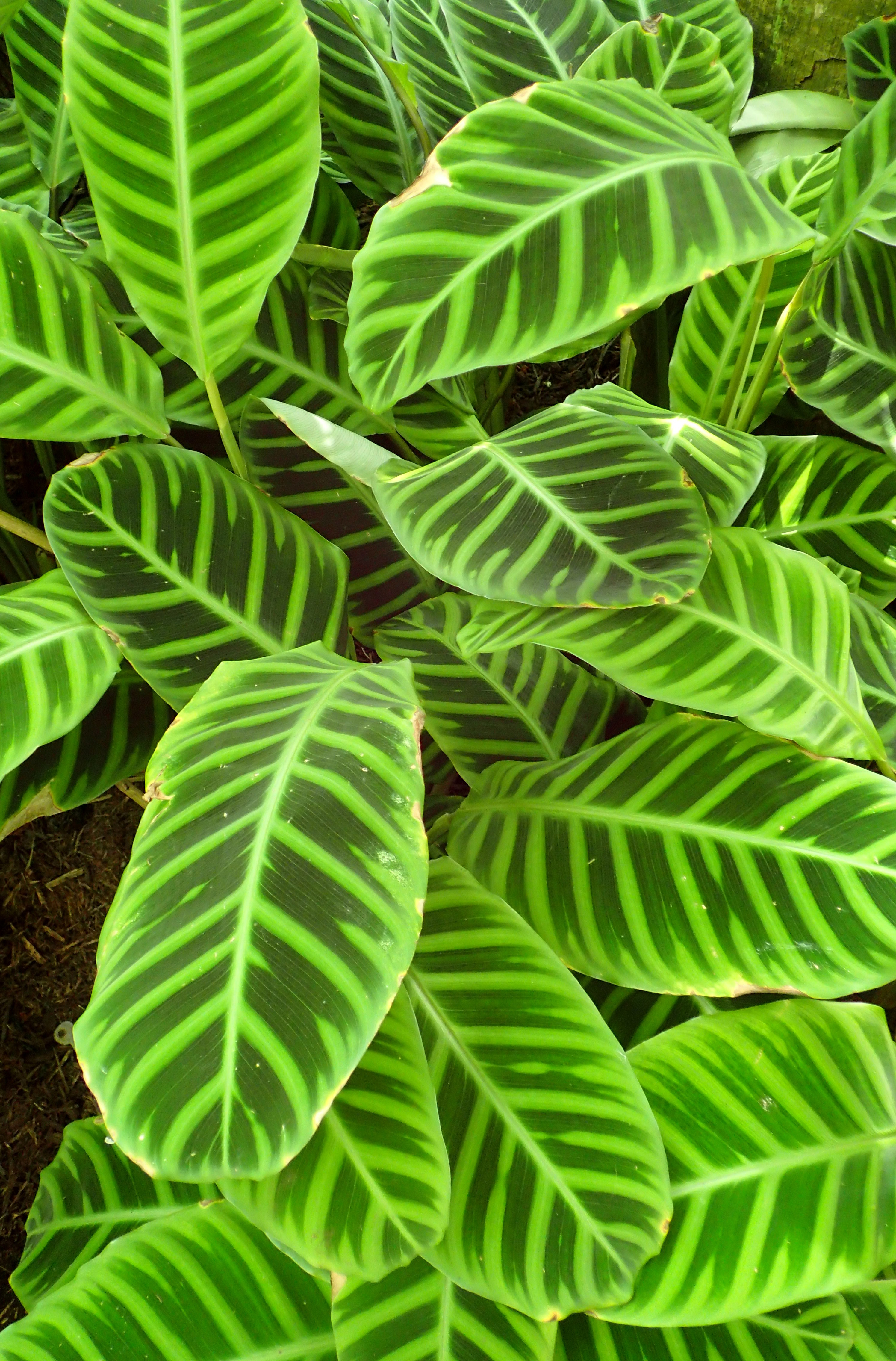
Goeppertia zebrina

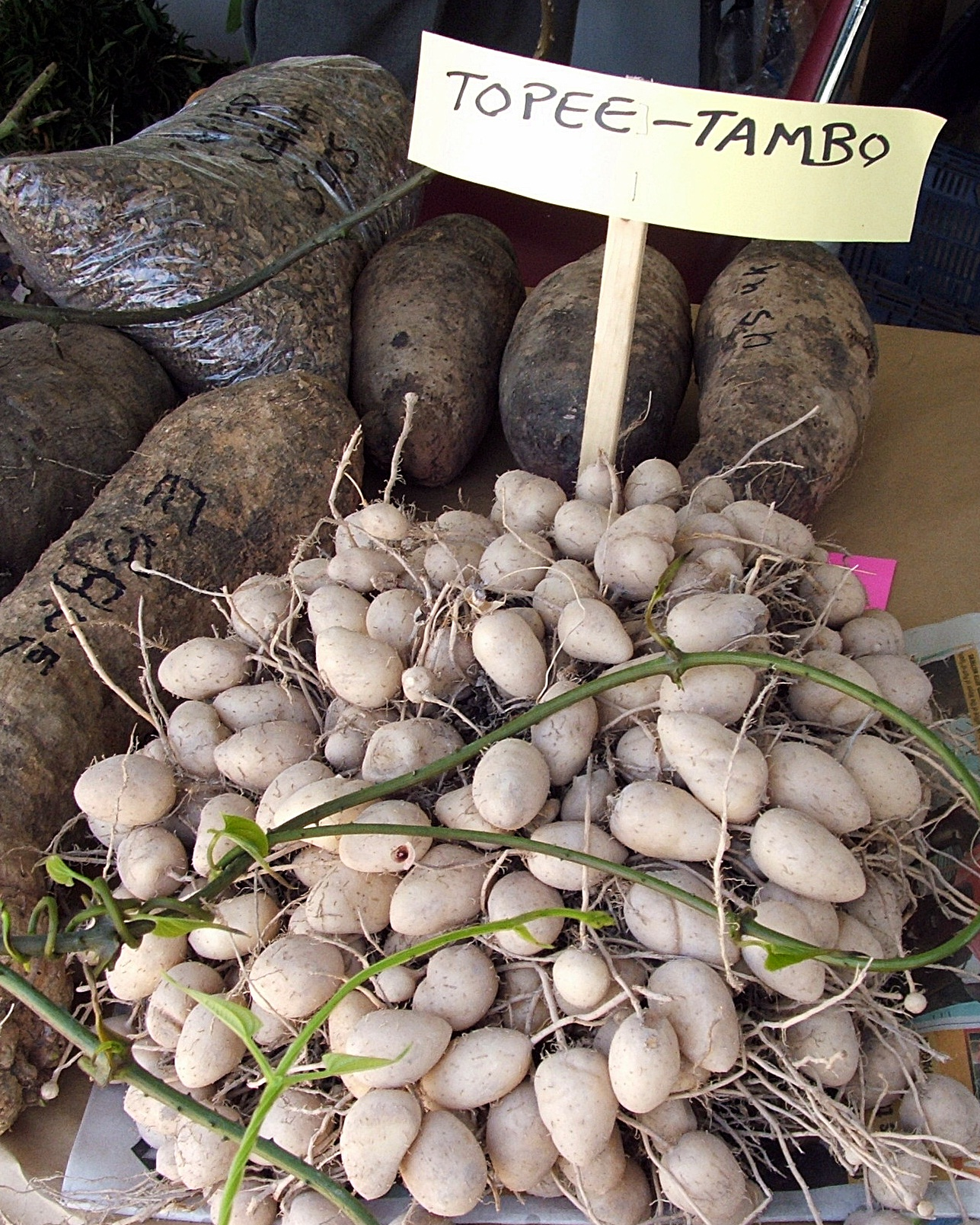
Bulwy Goeppertia alouia w sprzedaży (Trynidad i Tobago)

Goeppertia Nees − rodzaj roślin z rodziny marantowatych. Należą do niego 243 gatunki występujące w Ameryce, od Meksyku, przez Amerykę Środkową i Karaiby do północno-wschodniej Argentyny. Ze względu na atrakcyjne ulistnienie wiele gatunków jest uprawianych jako rośliny pokojowe lub ogrodowe. Na podstawie wyników badań filogenetycznych w 2012 roku przeniesiono do tego rodzaju większość gatunków zaliczanych wcześniej do rodzaju kalatea (Calathea). Ponieważ zmiana ta nie jest jeszcze powszechnie stosowana w handlu, wiele roślin dostępnych w sprzedaży pod nazwą kalatea to w rzeczywistości rośliny z rodzaju Goeppertia.

## Zasięg geograficzny
Centrum bioróżnorodności rodzaju znajduje się w tropikalnej Ameryce Południowej, gdzie występuje naturalnie 210 z 243 opisanych gatunków, z czego 121 w Brazylii. 
Najszerszy zasięg mają Goeppertia allouia, występująca od Meksyku i Karaibów do Peru i środkowej Brazylii, G. micans, która występuje na obszarze od Meksyku do Boliwii, G. inocephala, obecna od Meksyku do Peru i północnej Brazylii oraz G. macrosepala, rosnąca od południowego Meksyku do zachodniej Kolumbii. 
W Ameryce Północnej występuje naturalnie 9 gatunków, z czego 3 endemicznie w Meksyku: G. leonoriae występuje wyłącznie w Veracruz w Meksyku, G. misantlensis w Puebla i zachodnio-środkowym Veracruz, a G. sousandradeana w Oaxaca i Veracruz.
W Ameryce Środkowej występuje naturalnie 49 gatunków, z czego 25 wyłącznie na tym kontynencie, a 19 to endemity poszczególnych krajów: 9 Kostaryki, 6 Panamy, 2 Hondurasu i po 1 w Gwatemali i Nikaragui
Zasięg G. cyclophora cechuje dysjunkcja, ponieważ występuje on w Sinaloa, Nayarit i Veracruz w Meksyku w Ameryce Północnej oraz w Kolumbii, Wenezueli, Gujanie i północnej Brazylii w Ameryce Południowej. Gatunek ten nie jest obecny w Ameryce Środkowej.
Większość gatunków Goeppertia występuje w Ameryce Południowej, z czego 185 wyłącznie na tym kontynencie. 75 gatunków występuje wyłącznie na terytorium Brazylii, z czego większość endemicznie. 16 gatunków jest endemitami Peru, 10 Kolumbii, 8 Ekwadoru oraz po 3 Boliwii, Wenezueli i Gujany.
Jeden gatunek, G. martinicensis, jest endemitem Wysp Zawietrznych, gdzie uznany został za wymarły.
Najdalej na południe wysunięty zasięg ma G. eichleri, który występuje w Misiones w północno-wschodniej Argentynie. Najdalej na północ sięga zasięg G. atropurpurea, G. cyclophora i G. ovadensis, które obecne są w północnym Meksyku.

## Morfologia
PokrójWieloletnie rośliny zielne.
KorzenieWiązkowe, u niektórych gatunków z bulwami korzeniowymi powstającymi na ich wierzchołkach.
LiścieLiście odziomkowe i/lub łodygowe. Jednolicie zielone lub z różnymi wzorami, czasami spotykanymi tylko u młodych osobników.
KwiatyRosną w parach lub rzadziej trójkach, stanowiących zredukowane wiechy, zebranych w prosty kwiatostan (typu bukietowego) lub rzadko w złożony z maksymalnie 9 podobnych, prostych kwiatostanów, wyrastający wierzchołkowo na ulistnionej łodydze lub rzadziej na bezlistnej szypule. Podsadki ułożone skrętolegle na głównej osi kwiatostanu, trwałe lub szybko odpadające, wspierające każdą wiechę. Zwykle obecne są również zredukowane liście (interphyll), z kąta których wyrasta wiecha. Przysadki od 1 do 4, rzadziej nieobecne, błoniaste lub wąsowate, pierwsze dwa zwykle środkowe, a pozostałe (jeśli występują) boczne. Kwiaty otwierające się lub pozostające zamknięte (pseudoklejstogamiczne lub rzadko klejstogamiczne), rzadko samopylne. Rurka korony wydłużona, łatki wzniesione lub rozpostarte. Zewnętrzny prątniczek jeden (rzadko nieobecny). Pręcik z pojedynczym pylnikiem. Zalążnia trójkomorowa.
OwoceTrzynasienne, pękające, odwrotnie jajowate lub odwrotnie stożkowate torebki, zwykle z pozostałościami działek kielicha. Powierzchnia gładka, szorstka lub z szerokimi, dość dużymi naroślami. Nasiona u nasady z białą osnówką.
Gatunki podobneRośliny z rodzaju kalatea o zazwyczaj złożonych kwiatostanach, podsadkach o układzie dwurzędowym, a także wygiętych lub odgiętych łatkach korony okwiatu.

## Biologia i ekologia
RozwójRośliny wiecznie zielone lub przechodzące okres spoczynku w okresie suszy (np.  Goeppertia macrosepala, G. latifolia i G. soconuscum). Rośliny foto- i termotropiczne, w ciągu dnia kierujące powierzchnię blaszek liściowych w kierunku światła słonecznego, w nocy zwijające blaszki liściowe i minimalizujące ich powierzchnię w celu zapobieżenia wychłodzeniu. Kwiaty roślin z tego rodzaju prawdopodobnie zapylają pszczoły długojęzyczkowate oraz kolibry. U gatunków pseudoklejstogamicznych, zaliczanych do grupy C. marantifolia, kwiaty pozostają zamknięte i są siłowo otwierane przez zapylaczy. Zaobserwowano, że nasiona wielu gatunków tej rośliny są atrakcyjne dla mrówek. Osnówki nasion tych roślin przypominają elajosom i po namoczeniu wydzielają oleiste substancje, co może przyciągać te owady. W przypadku dwóch gatunków: Goeppertia microcephala i G. ovandensis potwierdzono, że ich nasiona są rozprzestrzeniane przez mrówki z rodzajów Odontomachus i Pachycondyla. Niektóre gatunki, takie jak G. altissima i G. inocephala, mają jasnoniebieskie nasiona, które przez długi czas pozostają dobrze widoczne w otwartej torebce, co prawdopodobnie świadczy o ich rozprzestrzenianiu przez ptaki.
SiedliskoWiększość gatunków zasiedla tropikalne lasy bagienne (igapó) i tropikalne, nadrzeczne lasy typu łęgowego (várzea).
Interakcje międzygatunkoweGoeppertia zebrina jest rośliną żywicielską dla oczennicowatych z gatunku Caligo beltrao, a G. latifolia dla tych z gatunków Caligo eurilochus i C. illioneus. G. panamensis jest rośliną żywicielską dla wielenowatych z gatunku Eurybia lycisca i powszelatkowatych z gatunków Cynea irma i Saliana fusta.
Różne gatunki Goeppertia są roślinami żywicielskimi powszelatkowatych z gatunków Lychnuchoides ozias, Orses itea, Perichares seneca i Tisias lesueur oraz wielenowatych z rodzaju Eurybia.
Na Goeppertia elliptica żerują też między innymi gruchacz siwoskrzydły, czubacz kędzierzawy, kusacz duży i penelopa gujańska.
W starych owocostanach Goeppertia jaja składają wywilżnowate z rodzaju Drosophila.
GenetykaLiczba chromosomów 2n zidentyfikowanych u roślin z tego rodzaju wynosi 26 i 28. Wielkość genomu różni się pomiędzy gatunkami, ale możliwe jest wyróżnienie trzech grup na podstawie wielkości genomu. Pierwsza grupa utworzona przez G. crocata, G. orbifolia i G. warszewiczii ma wielkość genomu w zakresie 2C = 0,74–0,91 pg. Druga grupa, składająca się z G. insignis, G. ornata i G. rufibarba, ma 2C = 1,03–1,05 pg, a trzecia grupa obejmująca G. loesenerii i G. roseopicta ma 2C = 1,90–1,92 pg. Nie stwierdzono korelacji między liczbą chromosomów a wielkością genomu.

## Systematyka
Historia taksonomicznaChristian Gottfried Daniel Nees von Esenbeck opisał rodzaj Goeppertia w 1831 roku w oparciu o heterogeniczny zbiór taksonów obejmujący gatunki z rodzajów Calathea i Maranta, na bazie takich cech jak m.in. kształt znamienia słupka i budowa pręcikowia. Jednak już w pracach z połowy XIX wieku rodzaj ten nie był wyróżniany, a wcześniej włączone do niego gatunki ujmowane były w ramach rodzaju Calathea, a także Maranta i Phrynium.
Podział rodzaju Calathea uwzględniający gatunki wyodrębnione później do Goeppertia zaproponowali w XIX wieku Körnicke, Bentham i Petersen. Jednak najbardziej kompleksową klasyfikację zaproponował Schumann (1902) w swojej monografii rodziny marantowatych. Schumann wyszedł od pionierskiej pracy Körnicke'go (1858, 1862), ale uwzględnił także elementy klasyfikacji przejęte później przez Benthama (1883) i Petersena (1890). Uporządkował on 104 znane wówczas gatunki Calathea w cztery podrodzaje: 
- Eucalathea Körn (sekcja u Benthama), obejmujący gatunki z dwurzędowo położonymi podsadkami i bocznie spłaszczonymi kwiatostanami,
- Macropus Benth. (sekcja u Benthama), obejmujący gatunki z dwurzędowo położonymi podsadkami i cylindrycznymi kwiatostanami,
- Microcephalum Benth. (sekcja u Benthama), obejmujący gatunki ze spiralnie ułożonymi podsadkami i małymi kwiatostanami z 5 lub mniej liśćmi przykwiatowymi,
- Pseudophrynium Körn. (sekcje Pseudophrynium i Breviscapus u Benthama), do którego zaliczył gatunki ze spiralnie ułożonymi podsadkami i dużymi kwiatostanami z więcej niż pięcioma liśćmi przykwiatowymi.

Największy ilościowo podrodzaj Pseudophrynium został dalej podzielony przez Schumanna na cztery serie odpowiadające sekcjom ustanowionym przez Petersena (dwie pierwsze zaliczone przez Benthama do sekcji Pseudophrynium, a dwie ostatnie do sekcji Breviscapus): 
- Scapifoliae Eichler ex Petersen – z wysokimi łodygami z jednym lub większą liczbą liści,
- Comosae Petersen – ze sterylnymi przysadkami na wierzchołku kwiatostanu,
- Nudiscapae Petersen – bez sterylnych przylistków i liści łodygowych,
- Rhizanthae Eichler ex Petersen – z kwiatostanami wyrastającymi na oddzielnych pędach.

Pod koniec XX wieku wkład w zrozumienie relacji infragenerycznych u Calathea wnieśli Kennedy i in. (1988), którzy podzielili 64 gatunki ekwadorskie na osiem grup. Cztery z nich odpowiadały sekcjom założonym przez Benthama lub Petersena (Breviscapus [odpowiadający części sekcji Nudiscapae], Calathea [zamiast Eucalathea], Comosae [obejmującą Macropus] i Microcephalum), pozostałe zaś to nowe grupy nieformalne: 
- grupa C. lanicaulis – z dziewięcioma gatunkami przypominającymi te z sekcji Calathea, ale z kwiatostanami siedzącymi lub o krótkich szypułach i podsadkami ułożonymi spiralnie (w porównaniu z wyraźnie szypułowymi kwiatostanami i dwurzędowo położonymi podsadkami w sekcji Calathea),
- grupa C. marantifolia obejmująca sześć gatunków z podrodzaju Pseudophrynium serii Scapifoliae z kwiatostanami  wyrastającymi wierzchołkowo na wydłużonej łodydze, z 1–4 ogonkowymi liśćmi, i podsadkami często szerszymi niż długimi, jajowatymi do wklęsło-jajowatych,
- grupa C. ornata obejmująca sześć gatunków z serii Nudiscapae, które w młodym stadium mają liście z delikatnymi biało-fioletowymi kropkami i paskami, które zwykle zanikają u roślin w pełni rozwiniętych, oraz gatunek z serii Rhizanthae,
- grupa C. capitata, złożony z czterech gatunków z sekcji Comosae ze sterylnymi przysadkami na szczycie kwiatostanów, podobnymi kształtem i kolorem do płodnych (w porównaniu do zróżnicowanych ujętych w sekcji Comosae).

Na początku XXI wieku Prince i Kres (2006) przedstawili hipotezę, że rodzaj Calathea jest polifiletyczny, ale nie ustalili podstaw do jego redefinicji. Dopiero w 2012 roku Borchsenius i inni przeprowadzili analizę filogenetyczną Calathea opartą na markerach DNA genomów plastydowego i jądrowego, zsekwencjonowanych dla dużej i reprezentatywnej próbki gatunków, obejmującej wszystkie wcześniej proponowane jednostki infrageneryczne i reprezentującej pełny zakres zmienności morfologicznej znanej w rodzaju Calathea. Wyniki badań potwierdziły, że rodzaj w dotychczasowym rozumieniu jest polifiletyczny. Gatunki z rodzaju Calathea zgrupowano w dwa odrębne klady: Calathea I i Calathea II.
Klad Calathea II objął gatunki zaliczane do podrodzaju Calathea, grupy C. lanicaulis oraz gatunek Sanblasia dressleri. Cechą wspólną wszystkich trzech grup tworzących ten klad, a zarazem synapomorfią tak zdefiniowanego rodzaju Calathea sensu stricto, są kwiatostany złożone, składające się zazwyczaj z dwóch do kilku podobnych, częściowych kwiatostanów (aczkolwiek niektóre gatunki mają proste kwiatostany, np. C. timothei). Kolejną synapomorfią Calathea s. s. jest to, że łatki korony są zawsze odgięte lub odwinięte. Wreszcie większość gatunków to stosunkowo duże rośliny z wysokimi pędami kwiatostanowymi i kwiatostanami umieszczonymi znacznie powyżej nasady roślin. Klad Calathea II okazał się siostrzany dla rodzajów Ischnosiphon i Pleiostachya, tworząc razem z nimi grupę siostrzaną dla rodzaju Monotagma. Dopiero taka gałąź okazała się siostrzana dla kladu Calathea I.
Klad Calathea I objął największą liczbę gatunków, w tym wszystkie podrodzaje wyróżnione przez Schumanna, z wyłączeniem podrodzaju Calathea. Synapomorfie tego kladu obejmują prosty kwiatostan (z kilkoma wyjątkami) i łatki korony wzniesione do rozpostartych, ale nigdy wygięte lub odgięte, jak u Calathea II. Rośliny są również zwykle mniejsze niż rośliny Calathea II. Członkowie sekcji Breviscapus mają czasami złożone kwiatostany, jak większość gatunków Calathea II, ale w tym przypadku podsadki są zawsze ułożone spiralnie, nigdy dwurzędowo, a kwiatostany wyrastają u nasady między liśćmi, a nie na długim pędzie kwiatostanowym. W obrębie Calathea I wyniki ujawniły wyraźną i dobrze wspieraną strukturę kladów, wykazującą wysoki stopień zgodności z wcześniej proponowanymi grupami infragenerycznymi. Wszystkie nieformalne grupy gatunków wyróżnione pod koniec XX wieku przez Kennedy i innych okazały się monofiletyczne.
Goeppertia uznana została przez autorów za najstarszą nazwę rodzajową możliwą do przypisania kladowi Calathea I. Zaproponowali więc oni wskrzeszenie tej nazwy i zastosowanie jej do wszystkich gatunków tego kladu. Jednocześnie  rozumienie rodzaju Calathea zostało ograniczone do roślin tworzących klad Calathea II oraz gatunków poprzednio umieszczonych w podrodzaju Calathea, grupie C. lanicaulis i rodzaju Sanblasia. Wszystkie pozostałe gatunki ówcześnie zaliczane do Calathea zostały przeniesione do nowo zdefiniowanego rodzaju Goeppertia.
Pozycja systematycznaRodzaj z rodziny marantowatych (Marantaceae) z rzędu imbirowców (Zingiberales).
Typ nomenklatorycznyLektotyp rodzaju wskazała Helen Kennedy w 1978 roku, jako Maranta zebrina (Goeppertia zebrina), argumentując, że takson ten był jedynym wspomnianym przez Neesa w protologu, który odpowiadał jego własnej diagnozie rodzaju, wskazującej na capsula trisperma.
Wykaz gatunków

## Nazewnictwo
Etymologia nazwy naukowejNazwa naukowa rodzaju została nadana na cześć Heinricha Göpperta, niemieckiego botanika, paleontologa, lekarza i profesora Königliche Universität zu Breslau.
Nazwy zwyczajowe w języku polskimRodzaj nie jest ujęty w polskich słownikach nazw zwyczajowych roślin. Niektóre zaliczane do niego gatunki ujmowane są pod nazwami właściwymi dla wcześniej obowiązujących rodzajów, na przykład Goeppertia allouia ujęta jest w „Słownik nazw roślin obcego pochodzenia” pod redakcją Ludmiły Karpowiczowej z 1973 roku pod nazwą naukową Calathea allouia i nazwą zwyczajową ostrzeszyn jadalny (kalatea jadalna), a Goeppertia makoyana ujęta jest w „Słowniku polsko-łacińsko-francuskim roślin i zwierząt” pod redakcją Rajmunda Leperta i Ewy Turyn z 2005 roku pod nazwą naukową Calathea makoyana i nazwą zwyczajową rodzaju ostrzeszyn/kalatea.

## Zastosowanie użytkowe
Rośliny leczniczeNalewka z liści Goeppertia allouia stosowana jest w medycynie ludowej w leczeniu zapalenia pęcherza moczowego oraz jako środek moczopędny. W tych samych celach wykorzystuje się G. latifolia.
Rośliny spożywczeGoeppertia allouia uprawiana jest na wyspach zaliczanych do Indii Zachodnich oraz w Brazylii ze względu na bogate w skrobię bulwy. Poza obszarem naturalnego występowania roślina uprawiana jest też w Indiach, Malezji, Filipinach, na Sri Lance oraz w Afryce. Roślina była wykorzystywana spożywczo w Ekwadorze już w latach 2800–2400 p.n.e.. Bulwy spożywane są po ugotowaniu, jak typowe ziemniaki, w przeciwieństwie do nich nie tracą jednak na chrupkości nawet po długim czasie gotowania. Spożywane są również młode, nierozwinięte kwiatostany tego gatunku.
Z tych samych względów w Brazylii uprawia się G. tuberosa.
W Meksyku jadane są G. misantlensis i G. ovandensis.
Również inne gatunki tego rodzaju bywają uprawiane dla bulw i kłączy, a także jadalnych kwiatostanów.
Rośliny ozdobneWiele gatunków uprawianych jest jako rośliny pokojowe lub ogrodowe ze względu na atrakcyjne ulistnienie. Do najbardziej popularnych w uprawie gatunków można zaliczyć Goeppertia burle-marxii, G. crocata (które to gatunki cechują atrakcyjne kwiatostany o barwnych, odpowiednio bladoniebieskich i pomarańczowych podsadkach), G. gymnocarpa, G. insignis, G. kegeljannii, G. luciani, G. makoyana, G. orbifolia, G. ornata, G. picturata, G. pseudoveitchiana, G. roseopicta, G. splendida, G. warszewiczii i G. zebrina.
W uprawie znajdują się również kultywary, na przykład Goeppertia 'White Fusion' o zabarwionych biało liściach, G. 'Picta Royale', G. 'Pink Aurora' czy G. majestica 'White Star'.
Wiele kultywarów przeznaczonych do uprawy doniczkowej powstało z krzyżowania G. loesenerii i G. roseopicta.
Zmiany w systematyce rodzaju Calathea nie są jeszcze powszechnie uwzględniane w handlu. Rośliny zaliczane do rodzaju Goeppertia nadal mogą więc znajdować się w sprzedaży pod swoją wcześniejszą nazwą.
Rośliny gospodarczeLiście niektórych gatunków wykorzystuje się do pakowania pożywienia. Są one również używane do wyplatania koszy i szycia ubranek dla dzieci.
Rośliny barwierskieZ gatunku G. standleyi pozyskiwano barwnik do tkanin.

## Uprawa
W uprawie pokojowej rośliny z tego rodzaju wymagają stanowiska jasnego, ale nienarażonego na bezpośrednie działanie promieni słonecznych, temperatury 21–29 °C, wysokiej wilgotności powietrza, podlewania miękką wodą i utrzymywania stale lekko nawilżonego podłoża oraz nawożenia wysokoazotowym nawozem co 3 tygodnie wiosną i latem oraz co miesiąc jesienią i zimą. Rośliny powinno się przesadzać raz w roku na wiosnę, do nieco kwaśnego podłoża z dodatkiem torfu lub ziemi liściowej. Goeppertia nie tolerują temperatury poniżej 15 °C. 
Brązowienie końcówek i brzegów blaszek liściowych na ogół oznacza zbyt niską wilgotność powietrza, przenawożenie, podlewanie twardą wodą lub wodą zawierającą fluorki. Roślinom wypuszczającym nowe liście o zabarwieniu jaśniejszym niż starsze może brakować azotu lub żelaza. W warunkach domowych, szczególnie przy niskiej wilgotności powietrza, mogą być atakowane przez przędziorki oraz wełnowce.